# Fabian Fahl
Fabian Fahl (* 20. März 1993 in Düsseldorf) ist ein deutscher Geograph und Politiker (Die Linke). Bei der Bundestagswahl  im Februar 2025 gewann er ein Mandat für den 21. Deutschen Bundestag. 

## Person
Fabian Fahl wuchs in Aachen auf. Nach seinem Abitur an der Maria-Montessori-Gesamtschule studierte er Angewandte Geographie und Wirtschaftsgeographie an der RWTH Aachen und schloss das Studium 2019 mit dem Master of Science ab. Er promovierte 2024 am Lehrstuhl für Wirtschaftsgeographie der RWTH Aachen und arbeitet dort als wissenschaftlicher Mitarbeiter.
Im Jahr 2020 war Fahl Referent beim Wissenschaftlichen Beirat der Bundesregierung Globale Umweltveränderung (WBGU).

## Politik
Fabian Fahl ist seit 2018 in der Partei Die Linke aktiv. Neben seinem Studium engagierte er sich im Sozialistisch demokratischen Studierendenverband (SDS), dem Studierendenverband der Linken.
Für die Bundestagswahl 2025 war Fahl Direktkandidat der Linken für den Bundestagswahlkreis Aachen I. Er zog über die nordrhein-westfälische Landesliste auf Platz 8 in den 21. Deutschen Bundestag ein.

## Engagement
Fahl engagiert sich insbesondere für Klimaschutz und dessen Verbindung mit sozialer Gerechtigkeit. Als wissenschaftlicher Mitarbeiter an der RWTH forschte er zu Nachhaltigkeit in der Bauwirtschaft und der Bioökonomie im Rheinischen Revier. Ihm gehört ein Waldstück in der Eifel, welches er in seiner Freizeit klimawandelgerecht umbaut.
Er ist Mitglied der Gewerkschaft GEW und Teil des Personalrats der wissenschaftlich Beschäftigten an der RWTH.
Fahl ist in der Deutschen Pfadfinderschaft Sankt Georg (DPSG) aktiv.